# موتور حسن هشتوگانی چاه حسن
موتور حسن هشتوگانی چاه حسن یک منطقهٔ مسکونی در ایران است که در دهستان جازموریان واقع شده‌است. موتور حسن هشتوگانی چاه حسن ۴۲ نفر جمعیت دارد.